# Metastelma abietoides
Metastelma abietoides är en oleanderväxtart som först beskrevs av Eugène Pierre Nicolas Fournier, och fick sitt nu gällande namn av J. Fontella Pereira. Metastelma abietoides ingår i släktet Metastelma och familjen oleanderväxter. Inga underarter finns listade i Catalogue of Life.